# Shahbazpur
Shahbazpur (hindi: शाहबाजपुर, urdu: شاہبازپور) är en ort i Indien.   Den ligger i distriktet Araria och delstaten Bihar, i den nordöstra delen av landet, 1 000 km öster om huvudstaden New Delhi. Shahbazpur ligger 13 meter över havet och antalet invånare är 38 000.
Terrängen runt Shahbazpur är huvudsakligen mycket platt. Shahbazpur ligger nere i en dal. Runt Shahbazpur är det tätbefolkat, med 913 invånare per kvadratkilometer. Närmaste större samhälle är Forbesganj, 2,3 km väster om Shahbazpur. Trakten runt Shahbazpur består till största delen av jordbruksmark.